# Roupy
Roupy ist eine französische Gemeinde mit 238 Einwohnern (Stand 1. Januar 2022) im Département Aisne in der Region Hauts-de-France; sie gehört zum Arrondissement Saint-Quentin und zum Kanton Saint-Quentin-1.

## Geografie
Die Gemeinde Roupy liegt auf einem Plateau über dem Tal der Somme, acht Kilometer südwestlich von Saint-Quentin. Nachbargemeinden von Roupy sind Étreillers im Norden, Savy im Nordosten, Fontaine-lès-Clercs im Osten, Seraucourt-le-Grand und Happencourt im Süden, Fluquières im Westen sowie Vaux-en-Vermandois im Nordwesten.

## Bevölkerungsentwicklung
| Jahr                       | 1962 | 1968 | 1975 | 1982 | 1990 | 1999 | 2006 | 2012 | 2022 |
| Einwohner                  | 244  | 255  | 244  | 240  | 295  | 262  | 251  | 229  | 238  |
| Quellen: Cassini und INSEE |      |      |      |      |      |      |      |      |      |

## Sehenswürdigkeiten
- Art-déco-Kirche Saint-Remi

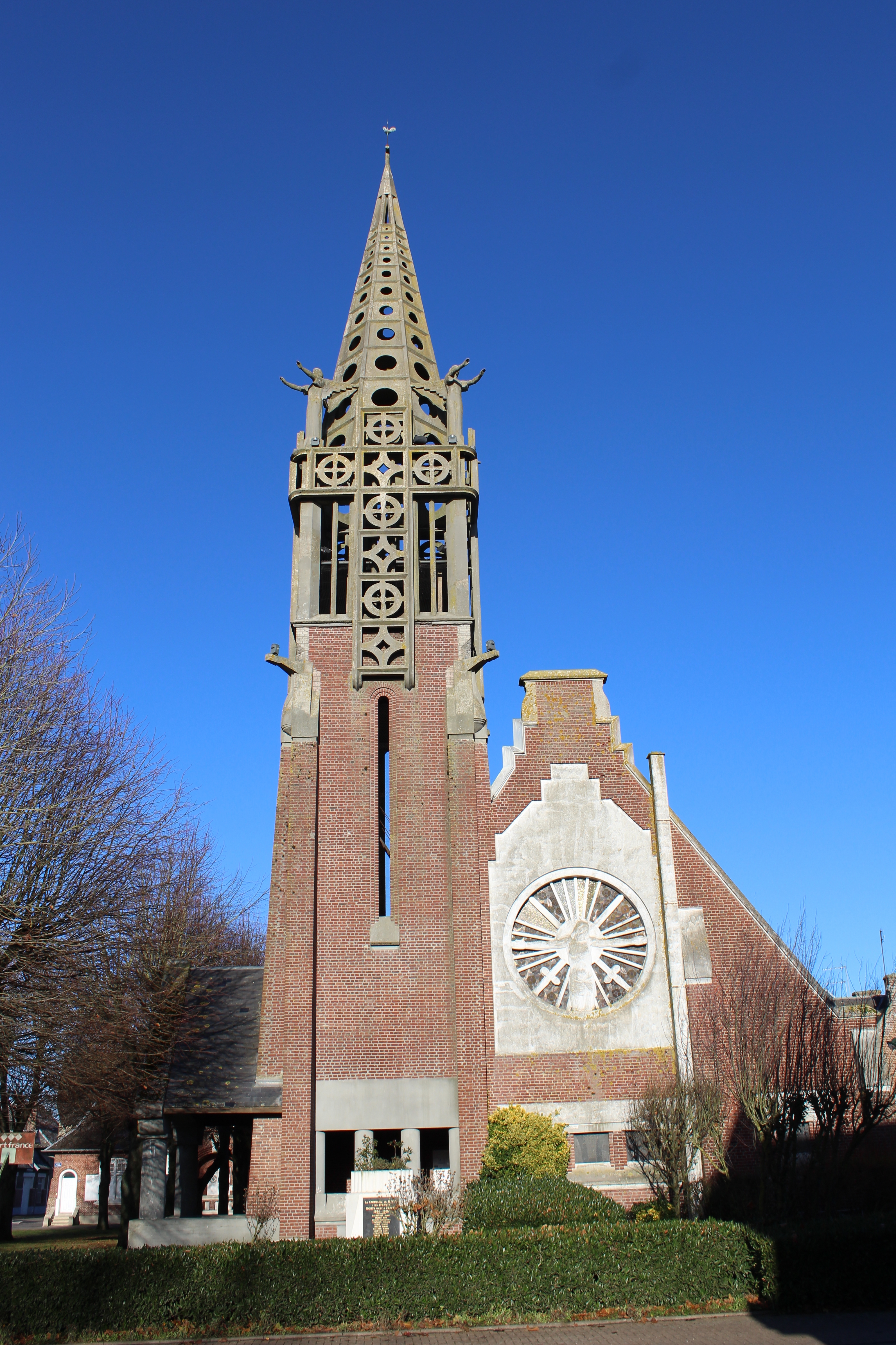
Kirche Saint-Remi
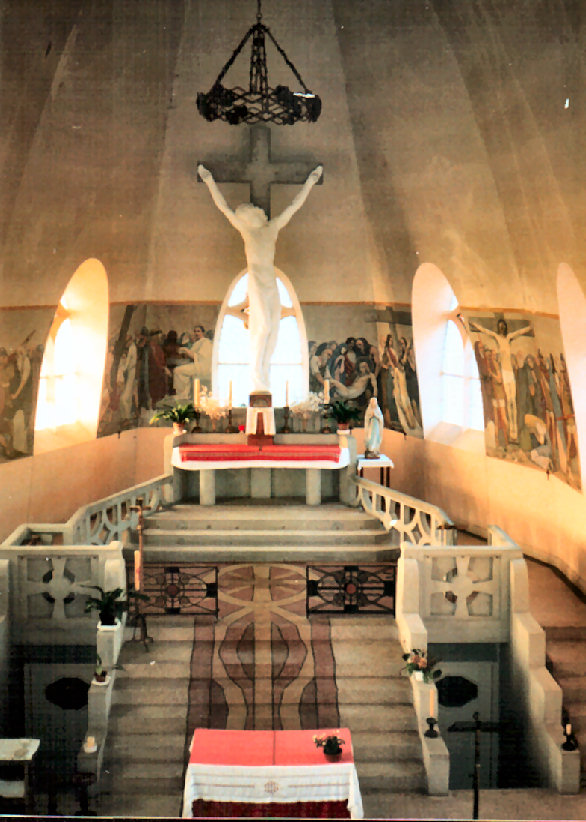
Innenansicht der Kirche
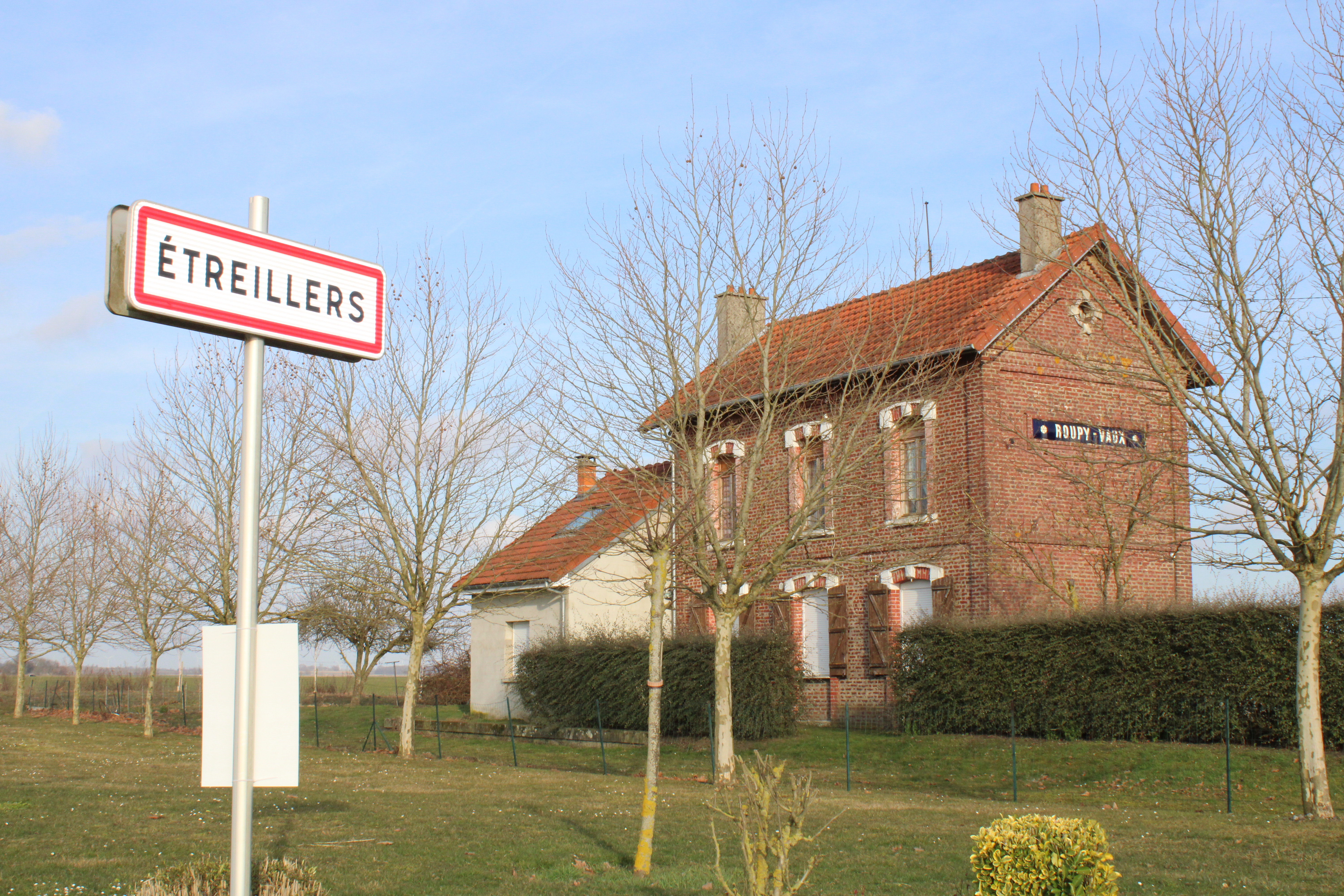
Ehemaliger Bahnhof Roupy - Vaux
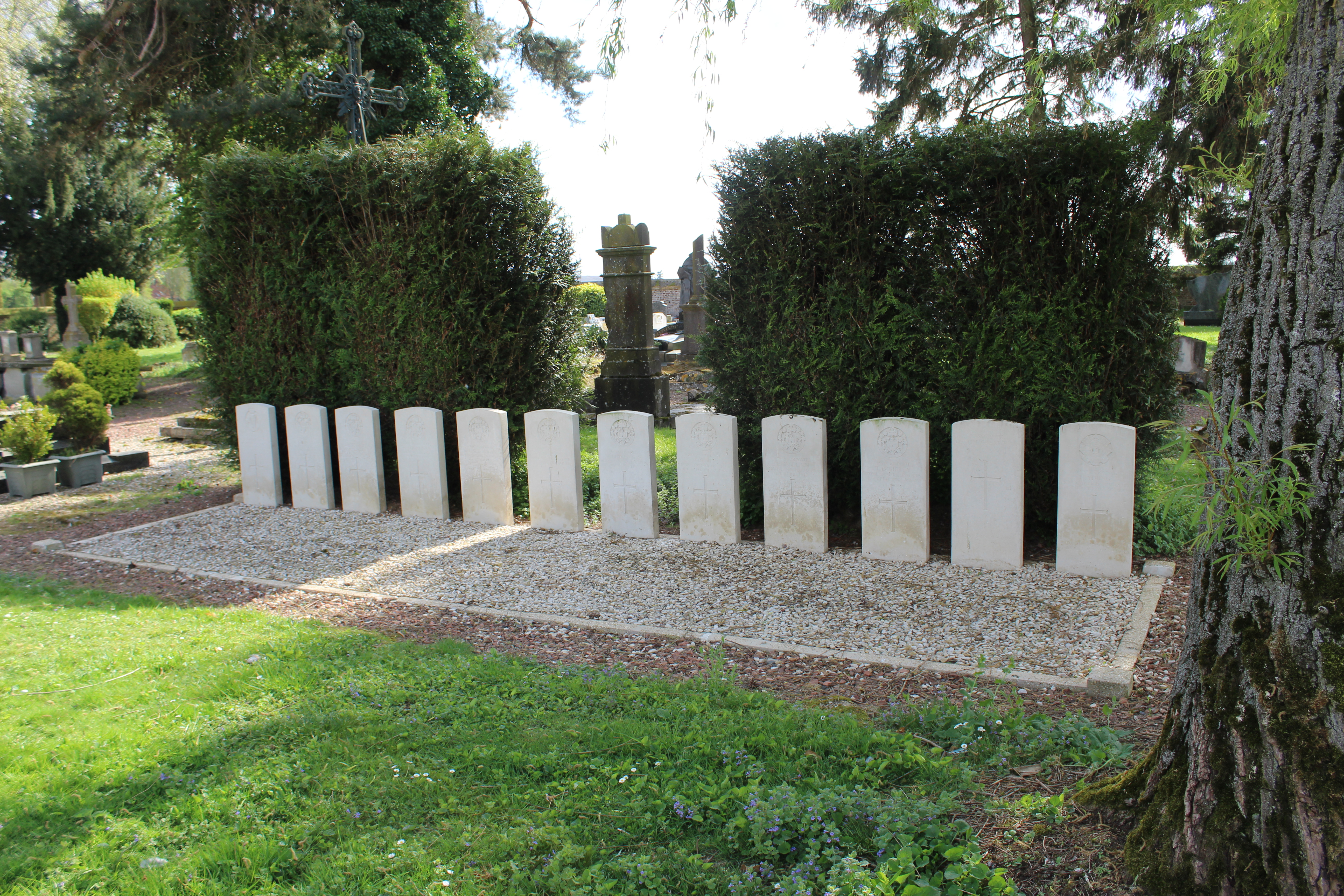
Britische Soldatengräber auf dem kommunalen Friedhof
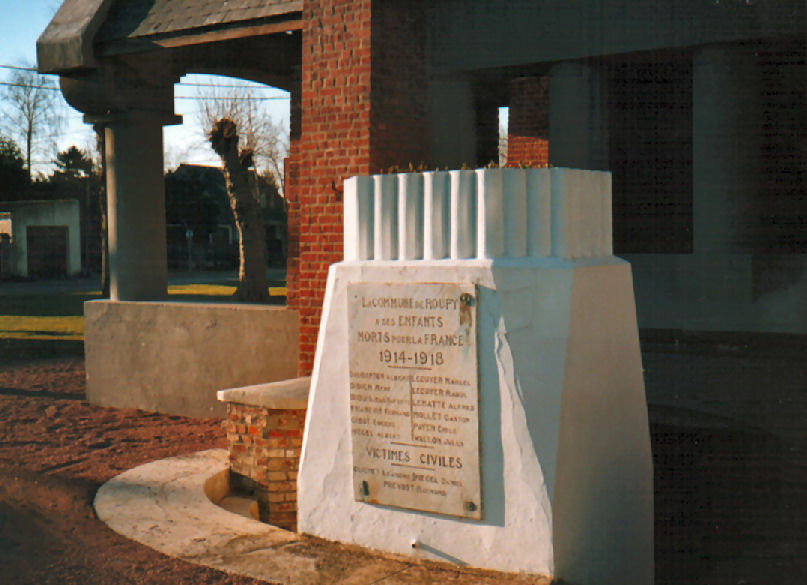
Gefallenendenkmal